# Creux du Van
Creux du Van [ˈkʀødyˌvɑ̃] er en kedeldal i de schweiziske Jurabjerge, på grænsen mellem kantonerne Neuchâtel og Vaud.
Kedeldalen er cirka 1200 meter bred og 500 meter dyb.  Den samlede længde på klippevæggen, der har et lodret fald på omkring 160 meter, er på cirka 4 kilometer.  Området ligger på bjergtoppen Mont Soliat, på mellem 1200 og 1450 meter over havets overflade, og har været under naturbeskyttelse siden 1972.  Siden 1977 har Creux du Van været registreret i Inventaire fédéral des paysages, sites et monuments naturels d'importance nationale (Føderale register over landskaber og naturmindesmærker af national betydning).
Formentlig er kedeldalen opstået ved erosion under istiden.  Bunden er dækket af moræne- og bjergskredsmaterialer, hvorpå der vokser gran- og bøgetræer.  I midten, under den øvre skovløse del af kedeldalen, befinder kilden Fontaine Froide sig; den har hele året en jævn temperatur på 4 °C.
På klippevæggene lever stenbukke og rupicapra.  I år 1770 blev den sidste bjørn i Creux du Van-området skudt.  I hvert af årene 1974 og 1975 blev der udsat et par vilde losser, der var indfanget i Karpaterne i det nuværende Slovakiet.
Det geologisk og botanisk værdifulde område, er også et yndet udflugtsmål, som man til fods bedst kommer til via Noiraigue.  I bil kører man via Couvet eller Saint-Aubin-Sauges til Ferme du Soliat ved kedeldalens øvre kant.
På den skovløse øvre kant, er der anlagt et 2 kilometer langt stengærde, som erstatning for et trådhegn.  Stengærdet blev vederlagsfrit anlagt af en international gruppe, og det kaldes derfor også venskabsmuren.

## Ekstern henvisning
- Wikimedia Commons har flere filer relateret til Creux du Van
- Neuchâtel Tourisme om Creux du Van

46°56′12″N 6°43′39″Ø / 46.9367°N 6.7275°Ø